# Löwentorstraße

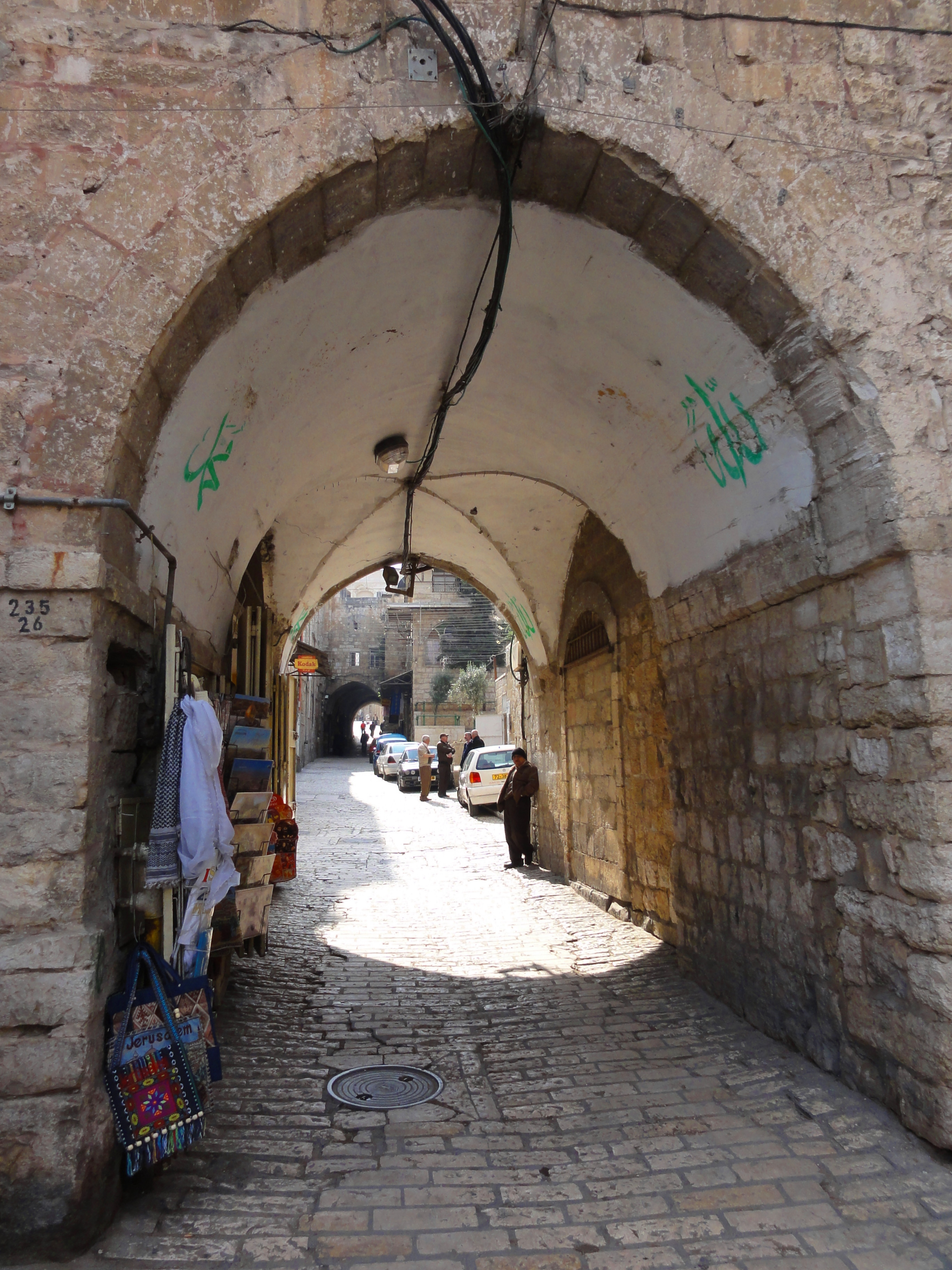
Löwentorstraße

Aelia Capitolina mit Löwentorstraße

Die Löwentorstraße (arabisch طريق باب الأسباط, DMG ṭarīq bāb al-Asbāṭ ‚Weg des Tores der Stämme‘, hebräisch דרך שער האריות derech schaʿar ha-Arjōt, deutsch ‚Weg des Tores der Löwen‘, englisch Lion’s Gate Street) ist eine Straße im UNESCO-Weltkulturerbe Altstadt von Jerusalem.

## Geographie
Die Löwentorstraße befindet sich im Muslimischen Viertel von Jerusalem.
Vom Löwentor⊙ im Osten zur Al-Wad Ecke Österreichisches Hospiz zur Heiligen Familie⊙ im Westen führt eine gerade, 500 m lange Straße.
Diese Straße heißt Löwentorstraße auf dem 330 m langen Abschnitt vom Löwentor bis kurz vor der Mündung der Ghawanima-Tor-Straße⊙ und der ʿAqabat al-rahbat (erste Kreuzwegstation⊙).
Ab der ersten Kreuzwegstation wird sie Via Dolorosa genannt.

## Name
Die Löwentorstraße trägt – ähnlich wie das Löwentor – viele verschiedene Namen, besonders auf Arabisch.
Der Name englisch Lion's Gate street ‚Löwentorstraße‘, hebräisch דרך שער האריות derech schaʿar ha-Arjōt, deutsch ‚Weg des Tores der Löwen‘ leitet sich vom Löwentor ab, welches seinen Namen von den beiden auf ihm dargestellten Panthern hat, die irrtümlich für Löwen gehalten wurden.
Das Löwentor wurde auch arabisch باب ستي مريم, DMG bāb sittī Marjam ‚Tor meiner Herrin Maria‘ genannt, weil es zum Mariengrab⊙ führt und sich die Geburtskirche der Maria in seiner unmittelbaren Nähe befindet.
Entsprechend wurde die Löwentorstraße auch arabisch طريق باب ستي مريم, DMG ṭarīq bāb sittī Marjam ‚Straße des Tores meiner Herrin Maria‘ genannt.
Ein anderer arabischer Name für das Löwentor ist arabisch باب الأسباط, DMG Bāb al-Asbāṭ ‚Tor der Stämme‘, diesen Namen trägt jetzt auch das benachbarte Tor zum Haram.
Daraus leitet sich der arabische Name arabisch طريق باب الأسباط, DMG ṭarīq bāb al-Asbāṭ ‚Weg des Tores der Stämme‘ ab.
Ein weiterer besonders im Arabischen gebräuchlicher Name ist arabisch طريق باب أريحا, DMG ṭarīq bāb Arīḥā ‚Weg des Jericho-Tores‘.
Er hat seinen Ursprung darin, dass die Verlängerung der Straße über das Löwentor hinaus nach Jericho führt.
Aus diesem Grund war auch für das Löwentor im Arabischen die Bezeichnung arabisch باب أريحا, DMG bāb Arīḥā ‚Jericho-Tor‘ üblich.
Auf den heutigen (Jahr 2020) Straßenschildern lautet der arabische Name arabisch طريق المجاهدين, DMG ṭarīq al-Muǧāhidīn ‚Weg der Kämpfer‘.
Zur Kreuzfahrerzeit hieß die Löwentorstraße Josaphat-Gasse, bei Ernoul 1228/31.

## Geschichte
Die Löwentorstraße entstand, als die Römer auf den Trümmern des zerstörten Jerusalems im Jahr 135 die römische Stadt Aelia Capitolina mit typisch römischem Straßenplan errichteten.

## Verlauf, Gebäude und Sehenswürdigkeiten in der Umgebung
Betritt man die Jerusalemer Altstadt durch das Löwentor, so gelangt man direkt auf die Löwentorstraße.
Ursprünglich war dieser direkte Durchgang aus Gründen der besseren Verteidigung vermauert.
Man musste sich zunächst scharf nach links wenden und durch einen weiteren Torbogen gehen.
Dieser linke Torbogen besteht noch.
Die Vermauerung wurde jedoch abgebrochen, um einen Autoverkehr in die Altstadt zu ermöglichen.
Südlich befinden sich auf dem Gelände des zugeschütteten Teiches der Söhne Israels eine parkähnliche Grünfläche, der al-Ghazali-Platz, und ein großer Parkplatz.
Auf der Ostmauer des Teiches der Söhne Israels führt ein Weg entlang der Altstadtmauer zum Stammes-Tor⊙, das al-Muqaddasī 985 als Tor der Söhne Israels erwähnte.
Durch dieses Tor können Muslime den Haram (= Tempelberg) betreten.
Nach Norden zweigt zunächst durch einen engen Torbogen der Storchenturm-Weg ab⊙.
Er führt entlang der Stadtmauer zum Storchenturm⊙ in der Nordostecke der Altstadt.

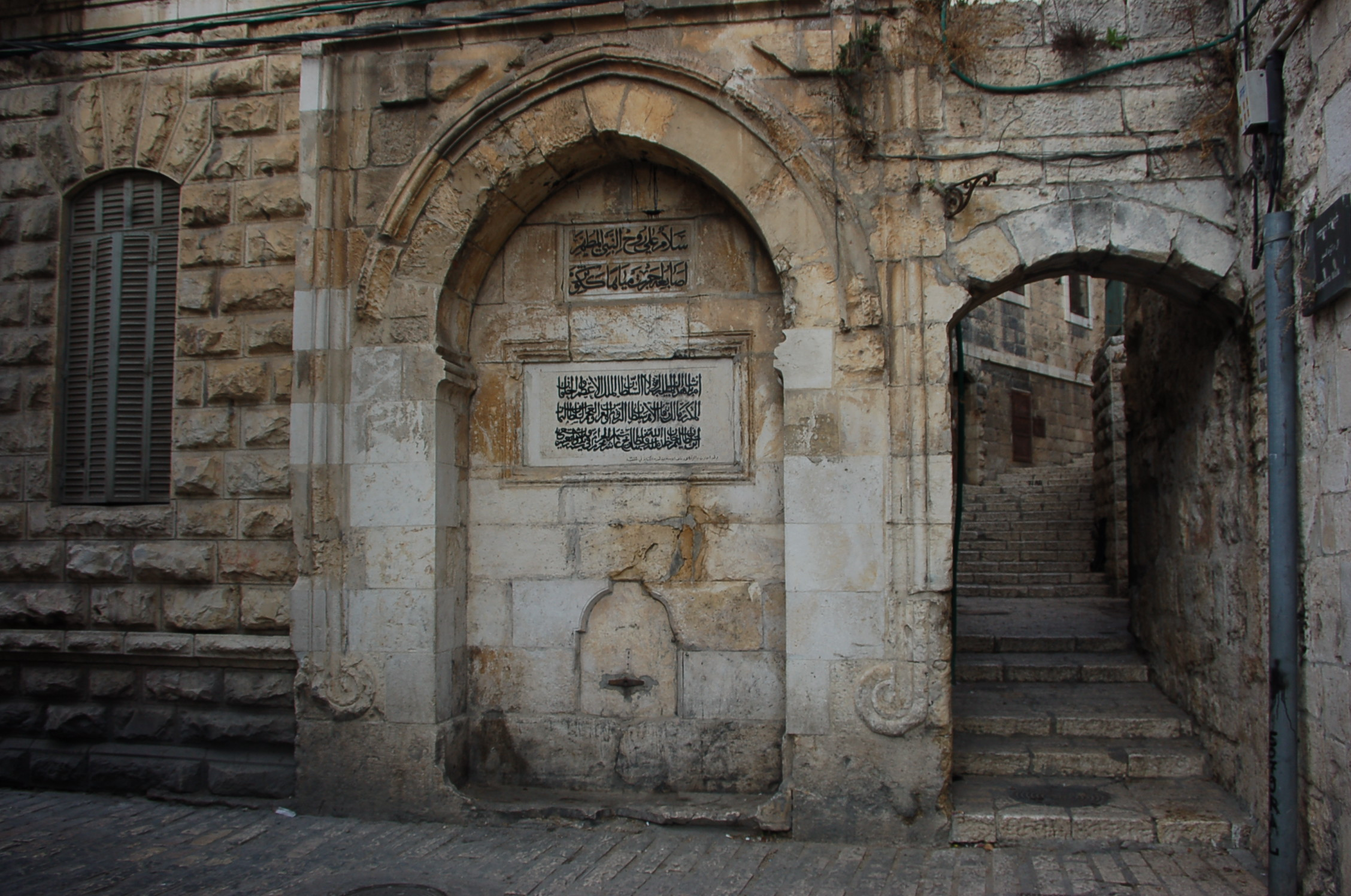
Sabil Bab al-Asbat und Storchenturm-Weg

Direkt neben diesem Durchgang befindet sich ebenfalls auf der Nordseite der Löwentorstraße der 1536 unter Suleiman dem Prächtigen erbaute osmanische Brunnen Sabil Bab al-Asbat⊙.
Zwischen Löwentorstraße im Süden, Bab-Hitta-Straße (auch: Antonia Straße) im Westen, Salahija-Gasse im Norden und Storchenturmstraße im Osten befindet sich ein ummauertes Gelände mit dem Kloster und der Schule der Weißen Väter.
Innerhalb dieses Geländes liegen die St.-Anna-Kirche⊙ aus dem 12. Jahrhundert und die Ausgrabungsstätte Bethesda⊙, die im Johannes-Evangelium Joh 5,1-15  erwähnt wird.
Außerdem verortet die christliche Tradition in der St.-Anna-Kirche die Geburtsstätte Mariens.
130 m westlich des Löwentores kreuzt die Bab-Hitta-Straße die Löwentorstraße⊙.
Nach Süden trifft die Bab-Hitta-Straße nach 65 m auf das ayyubidische Sühne-Tor (= Bab Hitta)⊙.
Über dieses Tor können Muslime den Haram betreten.
Nach weiteren 50 m zweigt die König-Faisal-Straße nach Süden ab⊙.
Sie führt nach 50 m zum ayyubidischen Dunkelheits-Tor⊙.
Über dieses Tor können Muslime ebenfalls den Haram betreten.
Sühne-Tor und Dunkelheits-Tor bilden den Ost- und den Westbogen eines omaijadischen Doppeltores, das ursprünglich den Namen Tor der Stämme Israels trug.
Dem Abzweig der König-Faisal-Straße gegenüber, auf der Nordseite der Löwentorstraße befindet sich ein antikes Mauerstück⊙.
Es handelt sich um einen Sockel aus acht Lagen großer Quadersteine mit bearbeiteten Fugenrändern und roh gelassenen Bossen.
Darüber erhebt sich die Madrasa al-Muʿazzamija⊙.
Über Ursprung und Bedeutung dieses antiken Mauerstücks gibt es sehr viele verschiedene Spekulationen.
Der palästinensische Archäologe Mahmoud Hawari, der diese Stätte untersuchte, deutete diesen Sockel als ayyubidisches Mauerwerk auf dem ein osmanischer Aufbau steht.
Charles Clermont-Ganneau fand 1871 im Innenhof der Madrasa eine Warninschrift, die an der Schranke zwischen Vorhof der Heiden und innerem Bereich des Jerusalemer Tempels Nicht-Juden den Zutritt bei Todesstrafe verbot.
Nach weiteren 30 m zweigt die Herodestorstraße nach Norden ab⊙.
Von dieser Herodestorstraße zweigt nach 50 m eine Sackgasse Richtung Westen ab.
Diese führt zum Eingang der Nikodemuskapelle aus dem 12. Jahrhundert⊙.

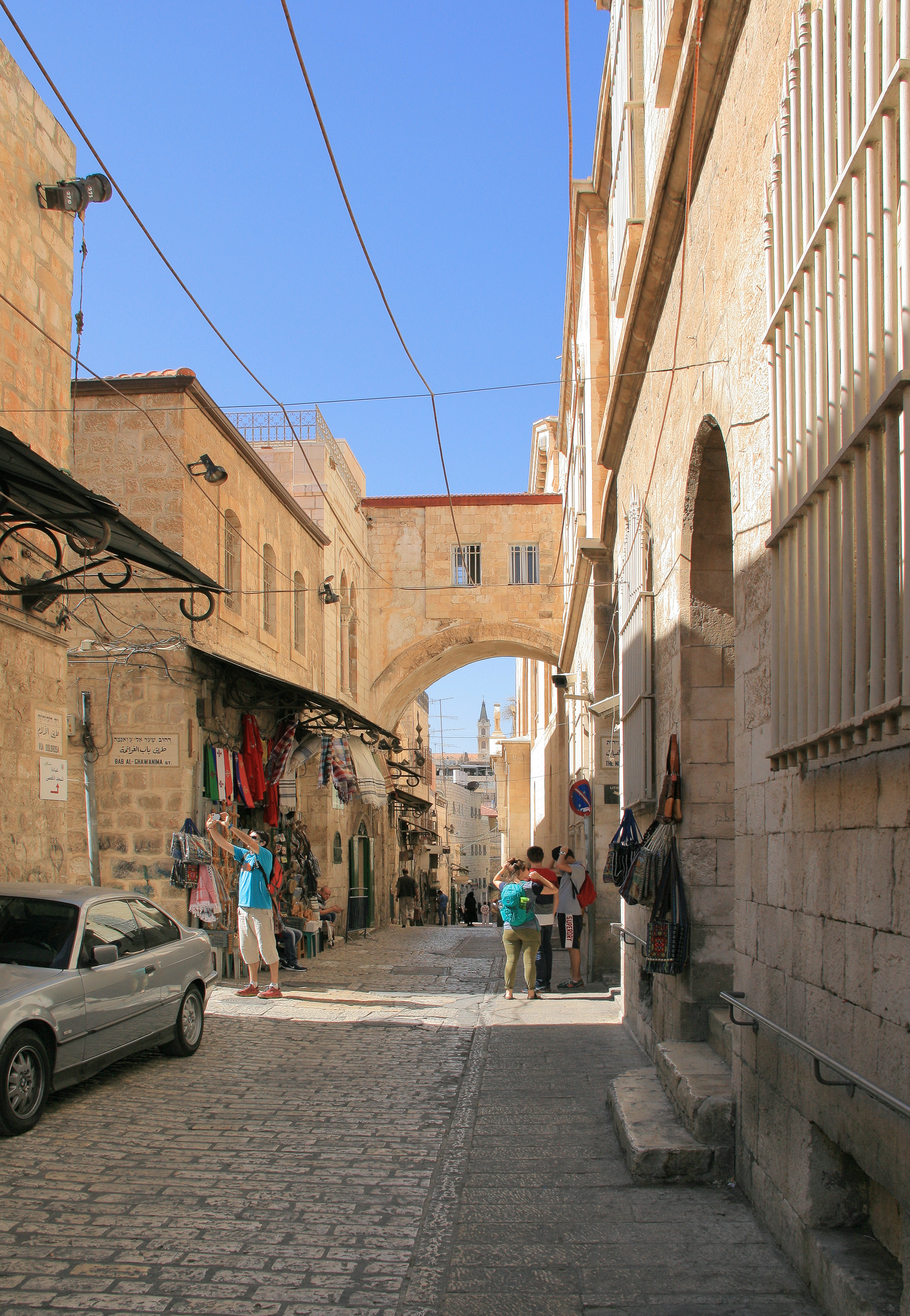
Ecce-Homo-Bogen

80 m westlich vom Abzweig der Herodesstraße spannt sich der 135 vom römischen Kaiser Hadrian errichtete Ecce-Homo-Bogen⊙ über die Löwentorstraße.
Direkt hinter dem Ecce-Homo-Bogen befindet sich auf der Südseite der Löwentorstraße die 1. Kreuzwegstation.
Ab hier wird die Löwentorstraße Via Dolorosa genannt.
Gegenüber auf der Nordseite befindet sich der Eingang⊙ in einen schön bepflanzten Hof mit Bänken.
Die Ostseite des Hofes bildet die im 12. Jahrhundert errichtete Geißelungskapelle⊙.
Die Westseite wird von der im 20. Jahrhundert auf den Mauern einer byzantinischen Kirche erbauten Verurteilungskapelle⊙ eingenommen.
Auf der Südseite der Löwentorstraße zwischen dem Abzweig der Herodestorstraße und der Ghawanima-Tor-Straße liegt die ʿUmarija-Schule⊙.
Auf dem Gelände der Umarija-Schule stand die Burg Antonia, die im Jahr 70 von Titus völlig eingeebnet wurde.
Das Gelände blieb mehr als 1000 Jahr unbebaut.
Ende des 12. Jahrhunderts wurde dort eine Kapelle der Ruhe erbaut.
Diese Kapelle der Ruhe wurde nach der Belagerung von Jerusalems 1187 durch Saladin als Grabstätte für einen Gefolgsmann genutzt.
Im 14. Jahrhundert entstand in ihrer Umgebung die Madrasa al-Dschailija, die im 16. Jahrhundert Sitz des mamlukischen Gouverneurs wurde.
1815 machte Ibrahim Pascha daraus eine Kaserne, aus der unter britischem Mandat 1923 dann die ʿUmarija-Schule entstand.